# 默兹河畔勒沙特莱
默兹河畔勒沙特莱（法語：Le Châtelet-sur-Meuse，法語發音：[lə ʃatlɛ syʁ møz]）是法国上马恩省的一个市镇，属于朗格勒区。

## 地理
默兹河畔勒沙特莱（47°58'58"N, 5°37'39"E）面积21.31 平方千米，位于法国大東部大區上马恩省，该省份为法国东北部内陆省份，北起马恩省和默兹省，西接奥布省，西南接科多尔省，东南接上索恩省，东临孚日省。
与默兹河畔勒沙特莱接壤的市镇（或旧市镇、城区）包括：波旁莱班、默兹河畔达马尔坦、当雷蒙、巴西尼地区帕尔努瓦、索尔克叙尔、塞尔克、维克。

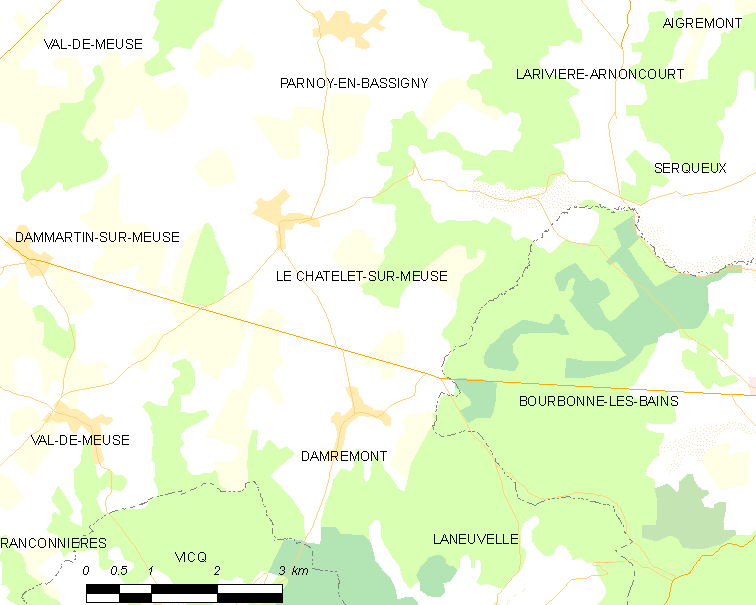
默兹河畔勒沙特莱的OSM定位图

默兹河畔勒沙特莱的时区为UTC+01:00、UTC+02:00（夏令时）。

## 行政
默兹河畔勒沙特莱的邮政编码为52400，INSEE市镇编码为52400。

## 政治
默兹河畔勒沙特莱所属的省级选区为波旁莱班县。

## 人口

1962-2008年间默兹河畔勒沙特莱人口变化图示

默兹河畔勒沙特莱于2022年1月1日时的人口数量为156人。